# Hjärtat vet bäst
Hjärtat vet bäst (spanska: Corazón delator) är en argentinsk dramafilm som hade premiär på Netflix den 30 maj 2025. Filmen är regisserad av Marcos Carnevale som även skrivit filmens manus.

## Handling
Efter att Juan Manuel genomgått en hjärttransplantation upplever han att hans personlighet förändras och börjar utforska donatorns liv. Det för honom till änkan Valeria och de omkring henne.

## Rollista (i urval)
- Benjamín Vicuña - Juan Manuel
- Julieta Díaz - Valeria
- Peto Menahem
- Gloria Carrá
- Julia Calvo
- Yayo Guridi
- Bicho Gómez